# Круя
Кру́я (алб. Krujë/Kruja) — город в Албании с населением около 20 000 человек. Административный центр округа Круя. 

## История
В 1190 году Круя стала столицей первого этнически албанского государственного формирования — княжества Арберия (1190—1255), которое возглавил Прогон. В XV веке Круя — центр владений клана Кастриоти.

## Известные уроженцы
- Мерлика-Круя, Мустафа — албанский политический и государственный деятель, премьер-министр Албании (1941—1943).
- Скандербег (Георг Кастриоти) — национальный герой Албании, в городе имеется его музей.

## Достопримечательности

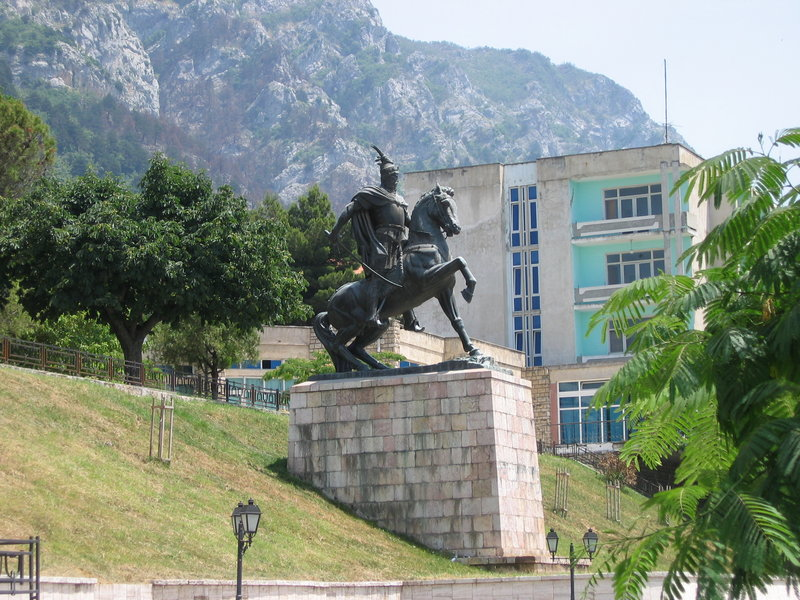
Памятник Скандербегу
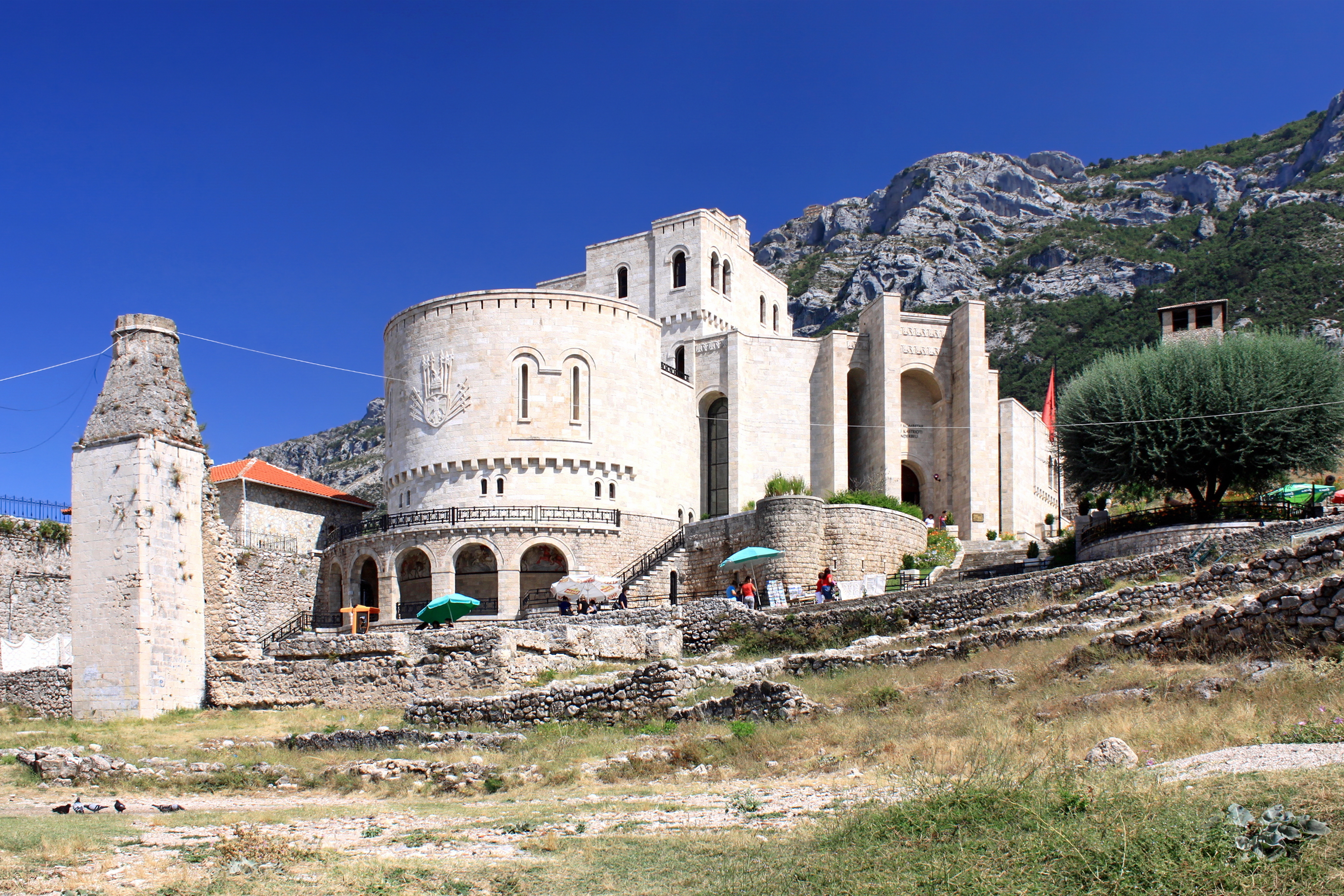
Крепость и музей Скандербега